# Ancyluris vastata
Ancyluris vastata är en fjärilsart som beskrevs av Hans Ferdinand Emil Julius Stichel 1909. Ancyluris vastata ingår i släktet Ancyluris och familjen Riodinidae. Inga underarter finns listade i Catalogue of Life.